# Czebarkul (jezioro)
Czebarkul (ros. Чебаркуль) – jezioro o powierzchni około 19,8 km² położone na wysokości 320 m n.p.m. w obwodzie czelabińskim w Rosji, w pobliżu wschodnich zboczy południowego Uralu. Jezioro ma głębokość sięgającą 12,5 m, zasilane jest wodami rzeki Jełowka i mniejszych strumieni (Kudraszewka i Kundurusza), a wypływa z niego rzeka Kojełga; zamarza od listopada do maja.
Na wschodnim brzegu jeziora położone jest miasto Czebarkul, stolica rejonu czebarkulskiego w obwodzie czelabińskim, znajdujące się około 78 km na zachód od Czelabińska. Nazwa jeziora (tak jak i leżącego nad jego brzegiem miasta) prawdopodobnie pochodzi od baszkirskich wyrazów sybar (сыбар – kolorowy, pstrokaty) lub sibär (сибәр – piękny) i kül (күл – jezioro), bądź też od ich tatarskich odpowiedników: çuar (чуар – kolorowy, pstrokaty) lub çibär (чибәр – piękny, dobry) oraz kül (күл – jezioro).

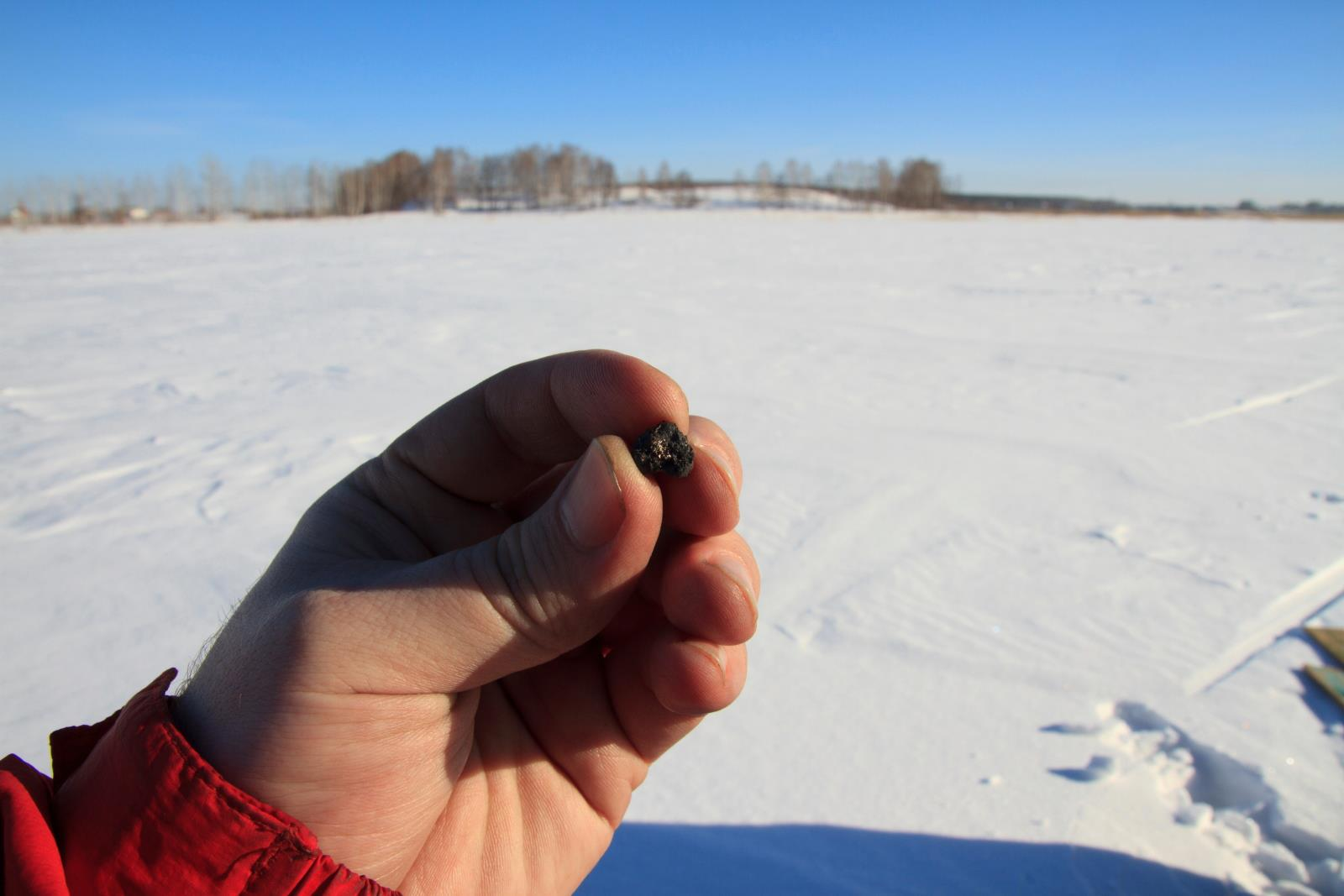
Jeden z okruchów meteorytu z 2013 roku

15 lutego 2013 roku spadający w tym rejonie meteoryt rozpadł się na części; według relacji świadków jeden z większych odłamków wpadł do jeziora Czebarkul, wybijając w zamarzniętej tafli lodowej jeziora przerębel o średnicy około ośmiu metrów; wokół przerębla znaleziono leżące na lodzie czarne mineralne okruchy o rozmiarach do jednego centymetra. Ponieważ jednak wysłani na miejsce zdarzenia nurkowie nie znaleźli większych odłamków meteorytu, dopuszcza się przypuszczenie, że przerębel mogła powstać na skutek „innych przyczyn”.